# Mangora zepol
Mangora zepol là một loài nhện trong họ Araneidae.
Loài này thuộc chi Mangora. Mangora zepol được Herbert Walter Levi miêu tả năm 2007.